# Casotto (film)
Casotto è un film del 1977, diretto da Sergio Citti, interpretato da un cast corale tra cui spiccano Ugo Tognazzi, Gigi Proietti, Franco Citti e Jodie Foster. Il titolo si basa sulla ambivalenza del termine casotto (uno spogliatoio da spiaggia ad uso collettivo, in cui è ambientata la storia, e l'espressione gergale che sta ad indicare confusione o situazione comica ingarbugliata).

## Trama
In una calda domenica d'agosto, una grande cabina collettiva sulla spiaggia di Ostia è occupata a turno o in contemporanea da diversi personaggi: una squadra femminile di pallavolo guidata da un allenatore dal piglio marziale; un solitario sacerdote inglese con una abnorme e rara deformità fisica; due amici imbranati, Nando e Gigi, che cercano di "concludere" con due ragazze appena conosciute. Si aggiungono poi due donne che per far annullare un contratto, si prodigano nel sedurre un austero e bigotto assicuratore; una coppia matura di amanti che ha scelto il luogo per poter consumare il primo rapporto; due soldati di leva patiti di cultura fisica e decisamente narcisisti; ed infine una coppia di anziani con la giovane nipote incinta, Teresina, la cui gravidanza tentano di addebitare a Vincenzino, un suo sprovveduto cugino abruzzese. Il giovanotto non assolve al "compito", per esser "sostituito" da Gigi, che si rivelerà meno smaliziato di quanto appaia.
Tutti i protagonisti cercano di risolvere i propri problemi, piegando la realtà alla personale visione delle cose e alle loro necessità. Lontani dalla vita di tutti i giorni, in quella parentesi festiva c'è il tempo di mettere in atto mosse e contromosse fantasiose per il raggiungimento dei propri scopi. La frenesia estiva è interrotta da un improvviso acquazzone che costringe tutti a un frettoloso ritorno in città. Nel casotto ormai deserto resta solo il "guardone", interpretato da Ninetto Davoli.

## Produzione

### Cast
Per il ruolo di Alfredo Cerquetti era stato inizialmente scelto Marcello Mastroianni, poi sostituito da Ugo Tognazzi. Una quindicenne Jodie Foster, reduce dal successo di Taxi Driver, fu chiamata quasi per scommessa per il ruolo della giovanissima Teresina, accettando a sorpresa la scrittura.
Il produttore cinematografico Gianfranco Piccioli, in un'intervista del 2010, dichiarò che il cast lavorò gratuitamente, con l'eccezione di Jodie Foster. Catherine Deneuve ricevette in regalo dal produttore un anello di Bulgari, che avrebbe smarrito durante le riprese della scena dello schiaffo a Gigi Proietti.

### Riprese
Le località scelte per il film sono state il litorale di Ostia (Roma), il comune di Campello sul Clitunno  (PG), il Parco regionale Valle del Treja (Lazio) e gli studi cinematografici De Paolis.

## Distribuzione

### Data di uscita
Il film in Italia è stato distribuito il 28 ottobre 1977.
- 8 febbraio 1979 nei Paesi Bassi
- 18 maggio 1979 in Portogallo (Um Domingo de Praia)
- 6 marzo 1980 in Colombia (Un domingo en la playa)
- 1 marzo 1982 in Spagna (La caseta de la risa)
- 1 maggio 2000 in Germania (Strandgeflüster)

Il film "Casotto" di Sergio Citti, restaurato nel 2023, è stato presentato al Torino Film Festival. Il restauro, curato dalla Cineteca Nazionale, è stato realizzato a partire dai negativi originali messi a disposizione da Mediaset in collaborazione con Cine34 e Infinity+. Le lavorazioni sono state eseguite dal CSC Digital Lab.

## Reboot
Il film Tutti al mare del 2011 è, in parte, ispirato alla pellicola di Sergio Citti; tra l'altro, nel cast ci sono due attori già comparsi in Casotto, Gigi Proietti e Ninetto Davoli.